# 摩根鎮區 (伊利諾伊州科爾斯)
摩根鎮區（英語：Morgan Township）是位於美國伊利諾伊州科爾斯縣的一個行政鎮區。

## 地方資料
根據2010年美國人口普查的數據，摩根鎮區的面積為68.70平方千米，當中陸地面積為68.62平方千米，而水域面積為0.08平方千米。當地共有人口352人，而人口密度為每平方千米5.12人。